# Municipio de Alexandria (Nueva Jersey)
El municipio de Alexandria (en inglés: Alexandria Township) es un municipio ubicado en el condado de Hunterdon en el estado estadounidense de Nueva Jersey. En el año 2010 tenía una población de 4.938 habitantes y una densidad poblacional de 68,97 personas por km².

## Geografía
El municipio de Alexandria se encuentra ubicado en las coordenadas 40°35′13″N 75°2′11″O / 40.58694, -75.03639.
Según la Oficina del Censo de Estados Unidos, el municipio tenía una superficie total de 27,75 millas cuadradas (71,87 km2), incluidas 27,53 millas cuadradas (71,31 km2) de tierra y 0,22 millas cuadradas (0,56 km2) de agua (0,79%).
Las comunidades, localidades y topónimos no incorporados ubicados parcial o completamente dentro del municipio incluyen Everittstown, Little York, Mechlings Corner, Mount Pleasant, Mount Salem, Palmyra y Swinesburg.  Pittstown es una comunidad no incorporada que también se extiende por Franklin Township y Union Township. 
El municipio limita con los municipios de Bethlehem Township, Franklin Township, Frenchtown, Holland Township, Kingwood Township, Milford y Union Township en el condado de Hunterdon; y tanto Bridgeton Township como Tinicum Township en el condado de Bucks, al otro lado de la frontera del río Delaware con la Commonwealth de Pensilvania.   

## Demografía
Según la Oficina del Censo en 2000 los ingresos medios por hogar en el municipio eran de $92,730 y los ingresos medios por familia eran $93,619. Los hombres tenían unos ingresos medios de $70,996 frente a los $39,904 para las mujeres. La renta per cápita para la localidad era de $34,622. Alrededor del 5% de la población estaba por debajo del umbral de pobreza.

## Gobierno

### Gobierno local
El municipio de Alexandria se rige según la forma de municipio de gobierno municipal de Nueva Jersey, uno de los 141 municipios (de los 564) en todo el estado que utilizan esta forma, la segunda forma de gobierno más utilizada en el estado.  El órgano de gobierno está compuesto por un Comité Municipal de cinco miembros, cuyos miembros son elegidos directamente por los votantes en general en elecciones partidistas para cumplir mandatos de tres años de forma escalonada, con un escaño para elección cada año como parte de las elecciones generales de noviembre en un ciclo de tres años.   En una reunión anual de reorganización, el Comité Municipal selecciona a uno de sus miembros para que actúe como alcalde y otro como teniente de alcalde.
En las elecciones generales de noviembre de 2020, los votantes aprobaron una pregunta electoral que preguntaba si querían ampliar el comité municipal de tres miembros a cinco.   En noviembre de 2021, los votantes eligieron dos candidatos para cumplir mandatos de tres años y uno para cumplir un mandato de dos años, de modo que hubo cinco miembros elegidos para el Comité del Municipio a partir de enero de 2022. 
A partir de 2023, los miembros del Comité del municipio de Alexandria son el alcalde Robert Mortara (R, el mandato en el comité y como alcalde finaliza el 31 de diciembre de 2023), el vicealcalde Jay M. Arancio (R, el mandato en el comité finaliza en 2024; el mandato como vicealcalde finaliza 2023), Tom Hudanish (R, 2025), James P. Kiernan (R, 2023) y Rudolph C. "Chris" Pfefferle (R, 2024).
En septiembre de 2015, el Comité del Municipio seleccionó a Michelle Garay entre tres candidatos nominados por el comité municipal republicano para ocupar el puesto vacante que expiraba en diciembre de 2016 y que había ocupado Harry Swift hasta su muerte en el cargo a principios de ese mes.   
Christian Pfefferle asumió el cargo en noviembre de 2014 después de postularse sin oposición para cubrir los 14 meses restantes del mandato que había dejado vacante Gabe Plummer cuando renunció después de mudarse fuera del municipio en enero de 2014; Curtis Schick había ocupado el puesto de forma provisional. 

### Representación federal, estatal y del condado
El municipio de Alexandria está ubicado en el séptimo distrito del Congreso  y es parte del distrito legislativo estatal número 23 de Nueva Jersey.   
Para el 118º Congreso de los Estados Unidos, el séptimo distrito del Congreso de Nueva Jersey está representado por Thomas Kean Jr. (R, Westfield). Nueva Jersey está representada en el Senado de los Estados Unidos por los demócratas Cory Booker (Newark, su mandato finaliza en 2027) y Bob Menéndez (Englewood Cliffs, su mandato finaliza en 2025).
Para la sesión 2024-2025, el distrito legislativo 23 de la Legislatura de Nueva Jersey está representado en el Senado estatal por Doug Steinhardt (R, Lopatcong Township) y en la Asamblea General por John DiMaio (R, Hackettstown) y Erik Peterson (R, Municipio de Franklin).

## Educación
El Distrito Escolar del Municipio de Alexandria atiende a estudiantes desde preescolar hasta octavo grado .  A partir del año escolar 2021-22, el distrito, compuesto por dos escuelas, tenía una matrícula de 461 estudiantes y 49,0 maestros de aula (sobre una base FTE ), para una proporción de estudiantes por maestro de 9,4:1.  Las dos escuelas del distrito (con datos de inscripción de 2021-22 del Centro Nacional de Estadísticas Educativas  ) son la escuela Lester D. Wilson  con 187 estudiantes desde preescolar hasta tercer grado y la escuela secundaria Alexandria  con 269 estudiantes de cuarto a octavo grado.    
Los estudiantes de escuelas públicas de noveno a duodécimo grado asisten a la escuela secundaria regional del valle de Delaware, junto con estudiantes de Frenchtown, Holland Township, Kingwood Township y Milford. La escuela es parte del Distrito Regional de Escuelas Secundarias del Valle de Delaware.     A partir del año escolar 2021-22, la escuela secundaria tenía una matrícula de 719 estudiantes y 62,5 maestros de aula (sobre una base FTE), para una proporción de estudiantes por maestro de 11,5: 1.  Los escaños en la junta de educación de nueve miembros del distrito de escuelas secundarias se asignan en función de la población de los municipios constituyentes, con dos escaños asignados al municipio de Alexandria. 
La Alexandria Township Education Foundation es una organización sin fines de lucro establecida en 1997, cuya misión es ayudar a lograr y mantener un margen adicional de excelencia mediante el empleo de recursos privados para complementar la financiación tradicional del distrito escolar. 
Los estudiantes de octavo grado de todo el condado de Hunterdon son elegibles para postularse para asistir a los programas de escuela secundaria ofrecidos por el Distrito Escolar Vocacional del Condado de Hunterdon, un distrito escolar vocacional de todo el condado que ofrece educación técnica y profesional en sus campus en Raritan Township y en programas ubicados en las escuelas secundarias locales, sin que se cobre matrícula a los estudiantes por su asistencia. 

## Transporte
El Aeropuerto Alexandria Field es un aeropuerto de aviación general de uso público de propiedad privada ubicado en el centro geográfico del municipio. 

### Carreteras y autopistas

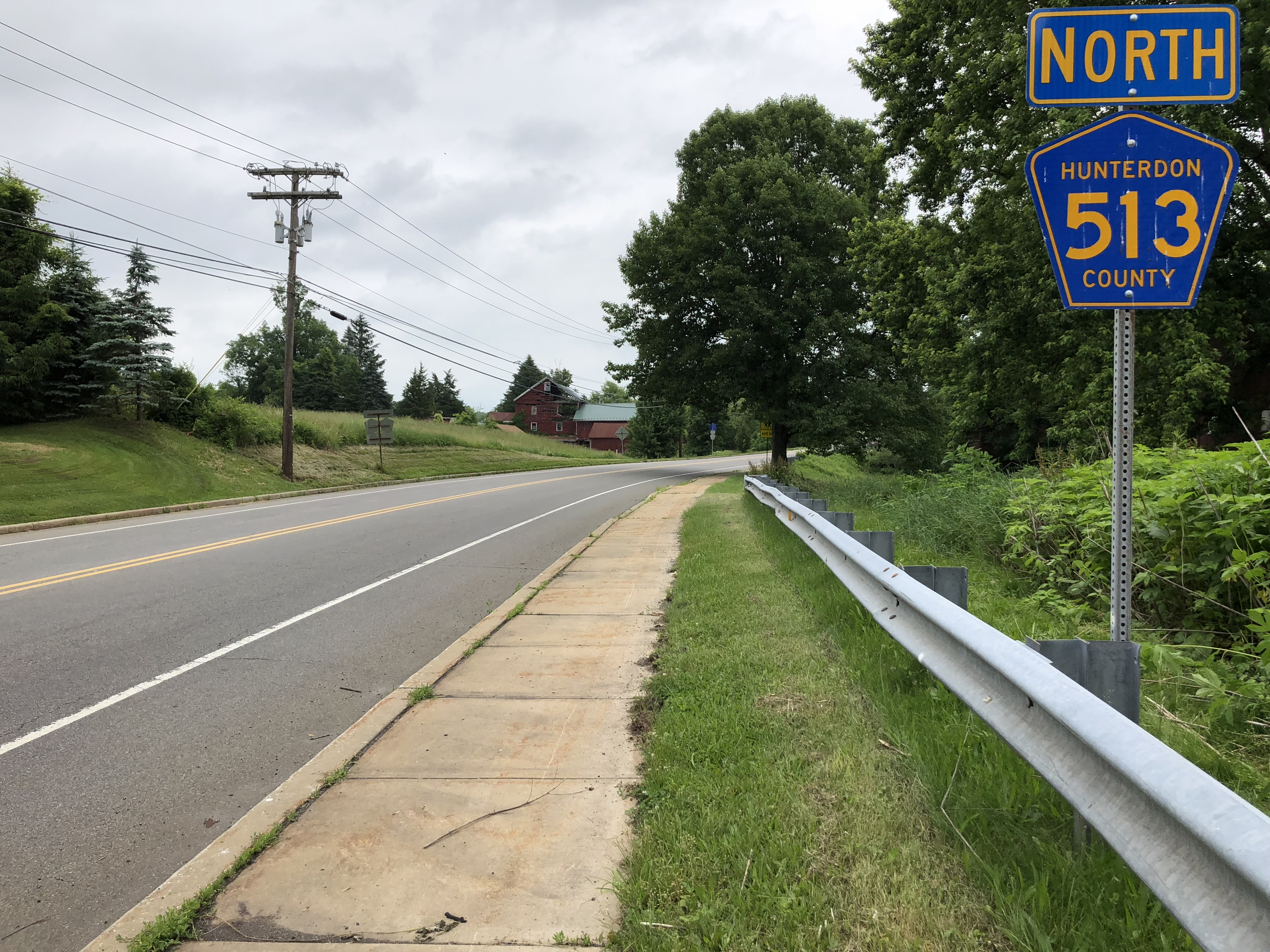
Ruta del condado 513 (Everittstown Road) en el municipio de Alexandria

En mayo de 2010, el municipio tenía un total de 71,43 millas (114,96 km) de carreteras, de las cuales 48,77 millas (78,49 km) eran mantenidas por el municipio y 22,66 millas (36,47 km) por el condado de Hunterdon.
Ninguna ruta interestatal, estadounidense o estatal pasa por el municipio.  Las carreteras más importantes para pasar por Alexandria son la ruta 513 del condado (Everittstown Road),  CR 519  y CR 579 (que solo corre a lo largo de la frontera noreste). 
La Interestatal 78 es la vía de acceso limitado más cercana a la que se puede acceder fuera del municipio en los municipios limítrofes de Union y Franklin.